# IAAF Diamond League 2010
La IAAF Diamond League 2010 (o semplicemente Diamond League 2010) è stata la prima edizione della Diamond League, serie di meeting internazionali di atletica leggera organizzata annualmente dalla IAAF. Si è svolta fra maggio ed agosto e prevedeva la presenza di 14 tappe in 13 diversi stati situati in 3 differenti continenti.

## Ambasciatori
Un totale di quattordici atleti sono stati insigniti del titolo di "ambasciatore". Ci sono sette atleti uomini e sette atlete donne, divisi equamente fra corse e concorsi.
| Atleta              | Nazione       | Evento(i)                |
| ------------------- | ------------- | ------------------------ |
| Usain Bolt          | Giamaica      | 100 metri/200 metri      |
| Tyson Gay           | Stati Uniti   | 100 metri/200 metri      |
| Asafa Powell        | Giamaica      | 100 metri                |
| Shelly-Ann Fraser   | Giamaica      | 100 metri                |
| Allyson Felix       | Stati Uniti   | 200 metri/400 metri      |
| Sanya Richards      | Stati Uniti   | 400 metri                |
| Kenenisa Bekele     | Etiopia       | 5.000 metri/10.000 metri |
| Steven Hooker       | Australia     | Salto con l'asta         |
| Elena Isinbaeva     | Russia        | Salto con l'asta         |
| Blanka Vlašić       | Croazia       | Salto in alto            |
| Valerie Adams       | Nuova Zelanda | Getto del peso           |
| Andreas Thorkildsen | Norvegia      | Lancio del giavellotto   |
| Tero Pitkämäki      | Finlandia     | Lancio del giavellotto   |
| Barbora Špotáková   | Rep. Ceca     | Lancio del giavellotto   |

## I meeting
Il programma prevede lo svolgimento di quattordici meeting, tutti di un singolo giorno eccetto il London Grand Prix, che si svolgerà su due giorni consecutivi.
| #  | Data         | Meeting                         | Stadio                          | Città       | Resoconto |
| -- | ------------ | ------------------------------- | ------------------------------- | ----------- | --------- |
| 1  | 14 maggio    | Qatar Athletic Super Grand Prix | Qatar SC Stadium                | Doha        | Resoconto |
| 2  | 23 maggio    | Shanghai Golden Grand Prix      | Stadio di Shanghai              | Shanghai    | Resoconto |
| 3  | 4 giugno     | Bislett Games                   | Bislett Stadion                 | Oslo        | Resoconto |
| 4  | 10 giugno    | Golden Gala                     | Stadio Olimpico                 | Roma        | Resoconto |
| 5  | 12 giugno    | Adidas Grand Prix               | Icahn Stadium                   | New York    | Resoconto |
| 6  | 3 luglio     | Prefontaine Classic             | Hayward Field                   | Eugene      | Resoconto |
| 7  | 8 luglio     | Athletissima                    | Stade Olympique de la Pontaise  | Losanna     | Resoconto |
| 8  | 10 luglio    | British Grand Prix              | Gateshead International Stadium | Gateshead   | Resoconto |
| 9  | 16 luglio    | Meeting Areva                   | Stade de France                 | Saint-Denis | Resoconto |
| 10 | 22 luglio    | Herculis                        | Stade Louis II                  | Monaco      | Resoconto |
| 11 | 6 agosto     | DN Galan                        | Olympiastadion                  | Stoccolma   | Resoconto |
| 12 | 13-14 agosto | London Grand Prix               | Crystal Palace                  | Londra      | Resoconto |
| 13 | 19 agosto    | Weltklasse Zürich               | Stadio Letzigrund               | Zurigo      | Resoconto |
| 14 | 27 agosto    | Memorial Van Damme              | Stadio Re Baldovino             | Bruxelles   | Resoconto |

## Programma gare
Come da formula della Diamond League, in ogni meeting si disputeranno tutte le gare in concorso per il jackpot di specialità, alcune in campo maschile e altre in campo femminile, con una regola di alternanza fra due meeting consecutivi. L'unica eccezione riguarderà il meeting di Londra, che si svolgerà su due giorni e prevederà un programma completo. Di seguito i vincitori delle diverse tappe.

### Uomini
| Corse     |            |                                  |                        |                         |                            |                                 |                          |                                |                        |                               |
| #         | Meeting    | 100 m                            | 200 m                  | 400 m                   | 800 m                      | 1.500 m / Miglio                | 5.000 m                  | 110 m hs                       | 400 m hs               | 3.000 m siepi                 |
| 1         | Doha       | Asafa Powell 9.81 (+2.3 m/s)     | –                      | –                       | David Rudisha 1'43.00      | –                               | Eliud Kipchoge 12'51.22  | –                              | Bershawn Jackson 48.66 | Ezekiel Kemboi 8'06.28        |
| 2         | Shanghai   | –                                | Usain Bolt 19.76       | Jeremy Wariner 45.41    | –                          | Augustine Kiprono Choge 3'32.20 | –                        | David Oliver 12.99 (-0.4 m/s)  | –                      | –                             |
| 3         | Oslo       | Asafa Powell 9.72 (+2.1 m/s)     | –                      | –                       | David Rudisha 1'42.04      | Asbel Kiprop 3'49.56            | Imane Merga 12'53.81     | –                              | Kerron Clement 48.12   | –                             |
| 4         | Roma       | –                                | Walter Dix 19.86       | Jeremy Wariner 44.73    | –                          | –                               | Imane Merga 13'00.12     | Dayron Robles 13.14 (+0.9 m/s) | –                      | –                             |
| 5         | New York   | Richard Thompson 9.89 (+2.4 m/s) | –                      | –                       | Mbulaeni Mulaudzi 1'44.38  | –                               | –                        | –                              | Kerron Clement 47.87   | Paul Kipsiele Koech 8'10.43   |
| 6         | Eugene     | –                                | Walter Dix 19.72       | –                       | –                          | Asbel Kiprop 3'49.75            | Tariku Bekele 12'58.93   | David Oliver 12.90 (+1.6 m/s)  | –                      | –                             |
| 7         | Losanna    | –                                | Walter Dix 19.86       | Jeremy Wariner 44.57    | David Rudisha 1'43.25      | –                               | –                        | –                              | Bershawn Jackson 47.62 | Brimin Kiprop Kipruto 8'01.62 |
| 8         | Gateshead  | –                                | Walter Dix 20.26       | –                       | –                          | Asbel Kiprop 3'33.34            | Vincent Chepkok 13'00.20 | –                              | –                      | Linus Chumba 8'19.72          |
| 9         | Parigi     | Usain Bolt 9.84 (-0.3 m/s)       | –                      | Jeremy Wariner 44.49    | Abubaker Kaki 1'43.50      | –                               | –                        | David Oliver 12.89 (+0.5 m/s)  | –                      | Brimin Kiprop Kipruto 8'00.90 |
| 10        | Montecarlo | –                                | Tyson Gay 19.72        | Jermaine Gonzales 44.40 | –                          | Silas Kiplagat 3'29.27          | –                        | David Oliver 13.01 (+1.0 m/s)  | –                      | –                             |
| 11        | Stoccolma  | Tyson Gay 9.84 (0.0 m/s)         | –                      | –                       | Marcin Lewandowski 1'45.06 | –                               | Mark Kiptoo 12'53.46     | –                              | Bershawn Jackson 47.65 | –                             |
| 12        | Londra     | Tyson Gay 9.78 (-0.4 m/s)        | –                      | Jeremy Wariner 44.67    | –                          | Augustine Kiprono Choge 3'50.14 | –                        | David Oliver 13.06 (-0.4 m/s)  | Bershawn Jackson 48.12 | Paul Kipsiele Koech 8'17.70   |
| 13        | Zurigo     | –                                | Wallace Spearmon 19.79 | Jeremy Wariner 44.13    | –                          | –                               | Tariku Bekele 12'55.03   | David Oliver 12.93 (-0.3 m/s)  | –                      | Ezekiel Kemboi 8'01.74        |
| 14        | Bruxelles  | Tyson Gay 9.79 (+0.1 m/s)        | –                      | –                       | David Rudisha 1'43.50      | Asbel Kiprop 3'32.18            | –                        | –                              | Bershawn Jackson 47.85 | –                             |
|           |            |                                  |                        |                         |                            |                                 |                          |                                |                        |                               |
| Vincitore | Vincitore  | Tyson Gay                        | Wallace Spearmon       | Jeremy Wariner          | David Rudisha              | Asbel Kiprop                    | Imane Merga              | David Oliver                   | Bershawn Jackson       | Paul Kipsiele Koech           |

| Concorsi  |            |                           |                          |                                    |                                     |                            |                           |                             |  |  |
| #         | Meeting    | Alto                      | Asta                     | Lungo                              | Triplo                              | Peso                       | Disco                     | Giavellotto                 |  |  |
| 1         | Doha       | –                         | –                        | –                                  | Alexis Copello 17.47 m (+1.7 m/s)   | Christian Cantwell 21.82 m | –                         | –                           |  |  |
| 2         | Shanghai   | Sylwester Bednarek 2.24 m | Malte Mohr 5.70 m        | Fabrice Lapierre 8.30 m (0.0 m/s)  | –                                   | –                          | Zoltán Kővágó 69.69 m     |                             |  |  |
| 3         | Oslo       | –                         | Renaud Lavillenie 5.80 m | –                                  | –                                   | Christian Cantwell 21.31 m | –                         | Andreas Thorkildsen 86.00 m |  |  |
| 4         | Roma       | –                         | –                        | Dwight Phillips 8.42 m (-0.8 m/s)  | –                                   | Christian Cantwell 21.67 m | Piotr Małachowski 68.78 m | –                           |  |  |
| 5         | New York   | Linus Thörnblad 2.30 m    | Renaud Lavillenie 5.85 m | –                                  | Teddy Tamgho 17.98 m (+1.2 m/s)     | –                          | –                         | Andreas Thorkildsen 87.02 m |  |  |
| 6         | Eugene     | –                         | –                        | Irving Saladino 8.46 m (+3.2 m/s)  | –                                   | Christian Cantwell 22.41 m | Piotr Małachowski 67.66 m | –                           |  |  |
| 7         | Losanna    | Ivan Uchov 2.33 m         | Renaud Lavillenie 5.85 m | –                                  | –                                   | –                          | –                         | Andreas Thorkildsen 87.03 m |  |  |
| 8         | Gateshead  | Linus Thörnblad 2.29 m    | –                        | Fabrice Lapierre 8.20 m (0.0 m/s)  | Phillips Idowu 17.38 m (+0.1 m/s)   | –                          | Piotr Małachowski 69.83 m | –                           |  |  |
| 9         | Parigi     | –                         | Renaud Lavillenie 5.91 m | –                                  | David Giralt 17.49 m (+0.5 m/s)     | –                          | –                         | Andreas Thorkildsen 87.50 m |  |  |
| 10        | Montecarlo | Ivan Uchov 2.34 m         | –                        | Dwight Phillips 8.46 m (+ 0.1 m/s) | –                                   | –                          | Gerd Kanter 67.81 m       | –                           |  |  |
| 11        | Stoccolma  | –                         | –                        | –                                  | Teddy Tamgho 17.36 m (-0.3 m/s)     | Christian Cantwell 22.09 m | –                         | Tero Pitkämäki 84.41 m      |  |  |
| 12        | Londra     | Ivan Uchov 2.29 m         | Łukasz Michalski 5.71 m  | Dwight Phillips 8.18 m (+ 0.2 m/s) | Christian Olsson 17.41 m (-0.7 m/s) | Reese Hoffa 21.44 m        | Gerd Kanter 67.82 m       | Andreas Thorkildsen 87.38 m |  |  |
| 13        | Zurigo     | Ivan Uchov 2.29 m         | –                        | Dwight Phillips 8.20 m (-0.3 m/s)  | –                                   | –                          | Robert Harting 68.64 m    | –                           |  |  |
| 14        | Bruxelles  | –                         | Malte Mohr 5.85 m        | –                                  | Teddy Tamgho 17.52 m (-0.2 m/s)     | Reese Hoffa 22.16 m        | –                         | Andreas Thorkildsen 89.88 m |  |  |
|           |            |                           |                          |                                    |                                     |                            |                           |                             |  |  |
| Vincitore | Vincitore  | Ivan Uchov                | Renaud Lavillenie        | Dwight Phillips                    | Teddy Tamgho                        | Christian Cantwell         | Piotr Małachowski         | Andreas Thorkildsen         |  |  |

     Prestazione che stabilisce il nuovo record del meeting

### Donne
| Corse      |            |                                    |                         |                         |                          |                            |                           |                                  |                       |                                  |
| #          | Meeting    | 100 m                              | 200 m                   | 400 m                   | 800 m                    | 1.500 m                    | 5.000 m / 3.000 m         | 100 m hs                         | 400 m hs              | 3.000 m siepi                    |
| 1          | Doha       | –                                  | Kerron Stewart 22.34    | Allyson Felix 50.15     | –                        | Nancy Jebet Langat 4'01.63 | –                         | Lolo Jones 12.63 (+2.7 m/s)      | –                     | –                                |
| 2          | Shanghai   | Carmelita Jeter 11.09 (-0.1 m/s)   | –                       | –                       | Janeth Jepkosgei 2'01.06 | –                          | Sentayehu Ejigu 14'30.96  | –                                | Lashinda Demus 53.34  | Gladys Jerotich Kipkemoi 9'16.82 |
| 3          | Oslo       | –                                  | Lashauntea Moore 22.38  | Amantle Montsho 50.34   | –                        | –                          | –                         | Lolo Jones 12.67 (+1.3 m/s)      | –                     | Milcah Chemos Cheywa 9'12.66     |
| 4          | Roma       | Lashauntea Moore 11.04 (+0.2 m/s)  | –                       | –                       | Halima Hachlaf 1'58.40   | –                          | –                         | –                                | Lashinda Demus 52.82  | Milcah Chemos Cheywa 9'11.71     |
| 5          | New York   | –                                  | Veronica Campbell 21.98 | –                       | –                        | Nancy Jebet Langat 4'01.60 | Tirunesh Dibaba 15'11.34  | Lolo Jones 12.55 (+2.0 m/s)      | –                     | –                                |
| 6          | Eugene     | Veronica Campbell 10.78 (+0.8 m/s) | –                       | Allyson Felix 50.27     | Marija Savinova 1'57.56  | –                          | –                         | –                                | Lashinda Demus 53.03  | Milcah Chemos Cheywa 9'26.70     |
| 7          | Losanna    | Carmelita Jeter 10.99 (-0.6 m/s)   | –                       | –                       | –                        | Gelete Burka 3'59.28       | Vivian Cheruiyot 8'34.58  | Priscilla Lopes 12.56 (+0.3 m/s) | –                     | –                                |
| 8          | Gateshead  | Carmelita Jeter 10.95 (+0.3 m/s)   | –                       | Shericka Williams 50.44 | Alysia Johnson 1'59.84   | –                          | –                         | –                                | Kaliese Spencer 54.10 | –                                |
| 9          | Parigi     | –                                  | Allyson Felix 22.14     | –                       | –                        | Anna Al'minova 3'57.65     | Vivian Cheruiyot 14'27.41 | –                                | –                     | –                                |
| 10         | Montecarlo | Carmelita Jeter 10.82 (+0.4 m/s)   | –                       | –                       | Alysia Johnson 1'57.34   | –                          | Sentayehu Ejigu 8'28.41   | –                                | Kaliese Spencer 53.63 | –                                |
| 11         | Stoccolma  | –                                  | Allyson Felix 22.41     | Tat'jana Firova 50.46   | –                        | Nancy Jebet Langat 4'00.70 | –                         | Sally Pearson 12.57 (+0.2 m/s)   | –                     | Milcah Chemos Cheywa 9'22.49     |
| 12         | Londra     | –                                  | Allyson Felix 22.37     | Allyson Felix 50.79     | Marija Savinova 1'58.64  | Nancy Jebet Langat 4'07.60 | Tirunesh Dibaba 14'36.41  | Priscilla Lopes 12.52 (+0.2 m/s) | Kaliese Spencer 53.78 | Julija Zarudneva 9'17.59         |
| 13         | Zurigo     | Veronica Campbell 10.89 (0.0 m/s)  | –                       | Allyson Felix 50.37     | –                        | Nancy Jebet Langat 4'01.01 | –                         | –                                | Kaliese Spencer 53.33 | –                                |
| 14         | Bruxelles  | –                                  | Allyson Felix 22.61     | –                       | Janeth Jepkosgei 1'58.82 | –                          | Vivian Cheruiyot 14'34.13 | Priscilla Lopes 12.54 (0.0 m/s)  | –                     | Sofia Assefa 9'20.72             |
|            |            |                                    |                         |                         |                          |                            |                           |                                  |                       |                                  |
| Vincitrice | Vincitrice | Carmelita Jeter                    | Allyson Felix           | Allyson Felix           | Janeth Jepkosgei         | Nancy Jebet Langat         | Vivian Cheruiyot          | Priscilla Lopes                  | Kaliese Spencer       | Milcah Chemos Cheywa             |

| Concorsi   |            |                      |                           |                                   |                                     |                          |                         |                             |  |  |
| #          | Meeting    | Alto                 | Asta                      | Lungo                             | Triplo                              | Peso                     | Disco                   | Giavellotto                 |  |  |
| 1          | Doha       | Blanka Vlašić 1.98 m | Silke Spiegelburg 4.70 m  | –                                 | –                                   | –                        | Yarelis Barrios 64.90 m | Marija Abakumova 68.89 m    |  |  |
| 2          | Shanghai   | –                    | –                         | –                                 | Olga Rypakova 14.89 m (+1.0 m/s)    | Nadzeja Astapčuk 20.70 m | –                       | –                           |  |  |
| 3          | Oslo       | Blanka Vlašić 2.01 m | –                         | Ol'ga Kučerenko 6.91 m (+0.7 m/s) | –                                   | –                        | Nadine Müller 63.93 m   | –                           |  |  |
| 4          | Roma       | Blanka Vlašić 2.03 m | Fabiana Murer 4.70 m      | –                                 | Yargelis Savigne 14.74 m (+0.4 m/s) | –                        | –                       | Barbora Špotáková 68.66 m   |  |  |
| 5          | New York   | –                    | –                         | Brianna Glenn 6.78 m (+3.2 m/s)   | –                                   | Valerie Vili 19.93 m     | Sandra Perković 61.96 m | –                           |  |  |
| 6          | Eugene     | –                    | Fabiana Murer 4.58 m      | –                                 | Nadežda Alëchina 14.62 m (-0.4 m/s) | –                        | –                       | Kara Patterson 65.90 m      |  |  |
| 7          | Losanna    | –                    | –                         | Brittney Reese 6.94 m (+0.3 m/s)  | Yargelis Savigne 14.99 m (+0.7 m/s) | –                        | Yarelis Barrios 65.92 m | –                           |  |  |
| 8          | Gateshead  | –                    | Svetlana Feofanova 4.71 m | –                                 | –                                   | Nadzeja Astapčuk 20.57 m | –                       | Sunette Viljoen 64.32 m     |  |  |
| 9          | Parigi     | Blanka Vlašić 2.02 m | –                         | Brittney Reese 6.79 m (+0.7 m/s)  | –                                   | Nadzeja Astapčuk 20.78 m | Yarelis Barrios 65.53 m | –                           |  |  |
| 10         | Montecarlo | –                    | Fabiana Murer 4.80 m      | –                                 | Yargelis Savigne 15.09 m (+0.2 m/s) | Nadzeja Astapčuk 20.23 m | –                       | Barbora Špotáková 65.76 m   |  |  |
| 11         | Stoccolma  | Blanka Vlašić 2.02 m | Svetlana Feofanova 4.71 m | Dar'ja Klišina 6.78 m (+1.7 m/s)  | –                                   | –                        | –                       | –                           |  |  |
| 12         | Londra     | Blanka Vlašić 2.01 m | –                         | Dar'ja Klišina 6.65 m (-0.5 m/s)  | Yargelis Savigne 14.86 m (+0.7 m/s) | Nadzeja Astapčuk 20.27 m | Yarelis Barrios 65.62 m | Barbora Špotáková 63.50 m   |  |  |
| 13         | Zurigo     | –                    | Fabiana Murer 4.81 m      | Brittney Reese 6.89 m (-0.1 m/s)  | –                                   | Nadzeja Astapčuk 20.63 m | –                       | Christina Obergföll 67.31 m |  |  |
| 14         | Bruxelles  | Blanka Vlašić 2.00 m | –                         | –                                 | Olga Rypakova 14.80 m (-0.9 m/s)    | –                        | Sandra Perković 66.93 m | –                           |  |  |
|            |            |                      |                           |                                   |                                     |                          |                         |                             |  |  |
| Vincitrice | Vincitrice | Blanka Vlašić        | Fabiana Murer             | Brittney Reese                    | Yargelis Savigne                    | Nadzeja Astapčuk         | Yarelis Barrios         | Barbora Špotáková           |  |  |

     Prestazione che stabilisce il nuovo record del meeting

## Risultati
Il vincitore di ogni singola specialità conquista un premio consistente in un diamante di quattro carati, del valore approssimativo di 80.000 dollari.

### Maschili
| Specialità                        |                     | Punti | 2º classificato         | Punti | 3º classificato       | Punti |
| Corse piane                       |                     |       |                         |       |                       |       |
| 100 m (dettagli)                  | Tyson Gay           | 16    | Richard Thompson        | 8     | Yohan Blake           | 7     |
| 200 m (dettagli)                  | Wallace Spearmon    | 13    | Yohan Blake             | 6     | Ryan Bailey           | 4     |
| 400 m (dettagli)                  | Jeremy Wariner      | 28    | Jermaine Gonzales       | 14    | Angelo Taylor         | 4     |
| 800 m (dettagli)                  | David Rudisha       | 20    | Abubaker Kaki Khamis    | 10    | Marcin Lewandowski    | 5     |
| 1500 m (dettagli)                 | Asbel Kiprop        | 22    | Augustine Kiprono Choge | 13    | Leonel Manzano        | 6     |
| 5000 m (dettagli)                 | Imane Merga         | 16    | Tariku Bekele           | 14    | Vincent Chepkok       | 6     |
| Corse a ostacoli                  |                     |       |                         |       |                       |       |
| 110 m hs (dettagli)               | David Oliver        | 28    | Dwight Thomas           | 9     | Ryan Wilson           | 8     |
| 400 m hs (dettagli)               | Bershawn Jackson    | 28    | Javier Culson           | 7     | David Greene          | 6     |
| 3000 m siepi (dettagli)           | Paul Kipsiele Koech | 17    | Ezekiel Kemboi          | 15    | Brimin Kiprop Kipruto | 10    |
| Salti                             |                     |       |                         |       |                       |       |
| Salto in alto (dettagli)          | Ivan Uchov          | 20    | Jesse Williams          | 13    | Aleksandr Šustov      | 2     |
| Salto con l'asta (dettagli)       | Renaud Lavillenie   | 20    | Malte Mohr              | 15    | Łukasz Michalski      | 5     |
| Salto in lungo (dettagli)         | Dwight Phillips     | 24    | Fabrice Lapierre        | 11    | Christian Reif        | 4     |
| Salto triplo (dettagli)           | Teddy Tamgho        | 18    | Alexis Copello          | 13    | Christian Olsson      | 10    |
| Lanci                             |                     |       |                         |       |                       |       |
| Getto del peso (dettagli)         | Christian Cantwell  | 25    | Reese Hoffa             | 14    | Tomasz Majewski       | 7     |
| Lancio del disco (dettagli)       | Piotr Małachowski   | 18    | Zoltán Kővágó           | 13    | Gerd Kanter           | 10    |
| Lancio del giavellotto (dettagli) | Andreas Thorkildsen | 30    | Tero Pitkämäki          | 13    | Matthias De Zordo     | 5     |

### Femminili
| Specialità                        |                         | Punti | 2ª classificata       | Punti | 3ª classificata                             | Punti |
| Corse piane                       |                         |       |                       |       |                                             |       |
| 100 m (dettagli)                  | Carmelita Jeter         | 21    | Veronica Campbell     | 14    | Kelly-Ann Baptiste                          | 3     |
| 200 m (dettagli)                  | Allyson Felix           | 22    | Shalonda Solomon      | 8     | Bianca Knight                               | 4     |
| 400 m (dettagli)                  | Allyson Felix           | 20    | Amantle Montsho       | 10    | Debbie Dunn                                 | 10    |
| 800 m (dettagli)                  | Janeth Jepkosgei        | 17    | Marija Savinova       | 12    | Alysia Johnson                              | 8     |
| 1500 m (dettagli)                 | Nancy Jebet Langat      | 25    | Gelete Burka          | 11    | Anna Al'minova                              | 8     |
| 5000 m (dettagli)                 | Vivian Cheruiyot        | 18    | Sentayehu Ejigu       | 15    | Linet Chepkwemoi Masai                      | 6     |
| Corse a ostacoli                  |                         |       |                       |       |                                             |       |
| 100 m hs (dettagli)               | Priscilla Lopes-Schliep | 22    | Lolo Jones            | 14    | Sally Pearson                               | 10    |
| 400 m hs (dettagli)               | Kaliese Spencer         | 24    | Zuzana Hejnová        | 8     | Natal'ja Antjuch                            | 5     |
| 3000 m siepi (dettagli)           | Milcah Chemos Cheywa    | 24    | Sofia Assefa          | 9     | Lydia Jebet Rotich                          | 5     |
| Salti                             |                         |       |                       |       |                                             |       |
| Salto in alto (dettagli)          | Blanka Vlašić           | 32    | Antonietta Di Martino | 4     | Emma Green                                  | 3     |
| Salto con l'asta (dettagli)       | Fabiana Murer           | 23    | Svetlana Feofanova    | 14    | Silke Spiegelburg                           | 11    |
| Salto in lungo (dettagli)         | Brittney Reese          | 18    | Dar'ja Klišina        | 9     | Naide Gomes                                 | 7     |
| Salto triplo (dettagli)           | Yargelis Savigne        | 22    | Olga Rypakova         | 22    | Nadežda Alëchina                            | 4     |
| Lanci                             |                         |       |                       |       |                                             |       |
| Getto del peso (dettagli)         | Nadzeja Astapčuk        | 28    | Valerie Adams         | 18    | Natallja Michnevič                          | 4     |
| Lancio del disco (dettagli)       | Yarelis Barrios         | 20    | Sandra Perković       | 16    | Dani Samuels Nicoleta Grasu Aretha Thurmond | 3     |
| Lancio del giavellotto (dettagli) | Barbora Špotáková       | 20    | Kara Patterson        | 10    | Christina Obergföll                         | 8     |